# Unggahan
Unggahan is een bestuurslaag in het regentschap Buleleng van de provincie Bali, Indonesië. Unggahan telt 2782 inwoners (volkstelling 2010).